# Primula megalocarpa
Primula megalocarpa är en viveväxtart som beskrevs av Hiroshi Hara. Primula megalocarpa ingår i släktet vivor, och familjen viveväxter. Inga underarter finns listade i Catalogue of Life.